# سيرجي بداليان
سيرجي باداليان (الأرمينية: Սերգեյ Բադալյան) (4 يوليو 1947 - 24 نوفمبر 1999)، سياسي أرميني، شغل منصب السكرتير الأول للحزب الشيوعي الأرمني في الفترة من 1991 إلى 1999.
كان «ضيفًا خاصًا» للجمعية البرلمانية لمجلس أوروبا من 20 سبتمبر 1999 إلى 24 يناير 2000، على الرغم من أنه توفي قبل إتمام فترة ولايته.